# Hamzah Abu Samah
Tan Sri Hamzah Abu Samah (5 de enero de 1924 - 4 de septiembre de 2012) fue un político de Malasia que desempeñó el cargo de presidente de Confederación Asiática de Fútbol desde el 9 de diciembre de 1978 al 1 de agosto de 1994.
Samah fue educado en la Universidad Malaya Kuala Kangsar. Él se fue a estudiar Derecho en la Gray Inn en Inglaterra. Se convirtió en un miembro del Parlamento que representa a Raub (1967-1978) y Temerloh (1978-1980) en Dewan Rakyat, el Parlamento de Malasia.
Además fue ministro de Deportes y Juventud de 22 de abril de 1971-1 de mayo de 1973 en el Gabinete de primer ministro Abdul Razak Hussein Él era ministro de Defensa 1973-1980 y ministro de Comercio e Industria de 1974-1980. En 1980 se retiró después de un baipás coronario.
Fue miembro del COI desde 1978 hasta 2004 y fue miembro honorario hasta la fecha de su muerte en 2012.